# Liste der Kulturdenkmale in Ahlsdorf
In der Liste der Kulturdenkmale in Ahlsdorf sind alle Kulturdenkmale der Gemeinde Ahlsdorf und ihrer Ortsteile aufgelistet. Grundlage ist das Denkmalverzeichnis des Landes Sachsen-Anhalt, das auf Basis des Denkmalschutzgesetzes des Landes Sachsen-Anhalt vom 21. Oktober 1991 durch das Landesamt für Denkmalpflege und Archäologie Sachsen-Anhalt erstellt und seither laufend ergänzt wurde (Stand: 31. Dezember 2018).

## Kulturdenkmale nach Ortsteilen

### Ahlsdorf
| Lage                                            | Bezeichnung             | Beschreibung | Erfassungs- nummer | Ausweisungsart | Bild                    |
| ----------------------------------------------- | ----------------------- | --- | ------------------ | -------------- | ----------------------- |
| Annaröder Straße, westlich von Ahlsdorf (Karte) | Wegweiser               | Der Wegweiser hat eine Größe von 0,25 × 0,25 × 0,8 Meter. Er wurde zu Beginn des 19. Jahrhunderts errichtet. | 107 40130          | Kleindenkmal   | BW                      |
| Friedhofstraße, Friedhof (Karte)                | Kriegerdenkmal Ahlsdorf | Gedenkstätte, Das Kriegerdenkmal erinnert an die Gefallenen des Ersten, Zweiten Weltkrieges und den Opfer der Gewaltherrschaft. Das Denkmal besteht aus zwei Steinen aus Granit mit einem Kreuz in der Mitte. | 094 65532          | Baudenkmal     | Kriegerdenkmal Ahlsdorf |
| Pfarrgasse (Karte)                              | St. Martin              | Die Saalkirche wurde 1852 errichtet. Zur Kirche als Baudenkmal gehört weiter die Teile der noch bestehenden Friedhofsmauer, der Kirchhof, das Kriegerdenkmal die Hagemannsche Familiengruft und einer weiteren Grabstelle. Die Saalkirche wurde 1852 erbaut, der Westturm stammt aus der Mitte des 16. Jahrhunderts. Im Inneren befindet sich eine Empore, eine Orgel und das Gestühl aus der Bauzeit. Die Hagemannsche Familiengruft befindet sich südwestlich der Kirche und stammt aus dem Jahr 1820. | 094 08091          | Baudenkmal     | St. Martin              |

### Ziegelrode
| Lage                                                                  | Bezeichnung    | Beschreibung | Erfassungs- nummer | Ausweisungsart | Bild   |
| --------------------------------------------------------------------- | -------------- | --- | ------------------ | -------------- | ------ |
| Ernst-Thälmann-Straße, Am nördlichen Hang über dem Dorf (Karte)       | Kirche         | Die sogenannte Bergkirche stammt im Kern aus dem Mittelalter und ist ein Rechteckbau mit polygonalem Ostschluss sowie einem gleichbreiten, niedrigeren Westturm. In der nordöstlichen Chorwand befindet sich eine kleine spitzbogige Fensteröffnung. Die Ausstattung des Innenraums besteht aus einer Kanzel im Osten und einer Orgelempore im Westen des Bauwerks und ist schlicht gehalten. Im Jahr 1837 wurde das Gebäude erneuert. | 094 08092          | Baudenkmal     | Kirche |
| Ernst-Thälmann-Straße, Bahnunterführung Ernst-Thälmann-Straße (Karte) | Tunnel         | Der Tunnel wurde 1873/1874 erbaut. Er hat eine Länge von etwa 20 Meter. Er unterquert die Kanonenbahn. | 094 65535          | Baudenkmal     | BW     |
| Bäckergasse, Friedhof (Karte)                                         | Kriegerdenkmal | | 094 65534          | Baudenkmal     | BW     |

## Ehemalige Denkmale
Die nachfolgenden Objekte waren ursprünglich ebenfalls denkmalgeschützt oder wurden in der Literatur als Kulturdenkmale geführt. Die Denkmale bestehen heute jedoch nicht mehr, ihre Unterschutzstellung wurde aufgehoben oder sie werden nicht mehr als Denkmale betrachtet.

### Ahlsdorf
| Lage                                  | Bezeichnung                             | Beschreibung | Erfassungs- nummer | Ausweisungsart | Bild |
| ------------------------------------- | --------------------------------------- | --- | ------------------ | -------------- | ---- |
| Hauptstraße, Ecke Grundstraße (Karte) | Brücke über den Dippelsbach in Ahlsdorf | Brücke, Die Brücke war eine 1801 errichtete Bogenbrücke aus rotem Sandstein. Nach einem genehmigten Abbruch wurde sie im Jahr 2018 aus dem Denkmalverzeichnis ausgetragen. | 094 65533          | Baudenkmal     | BW   |

## Legende
In den Spalten befinden sich folgende Informationen:
- Lage: Nennt den Straßennamen und wenn vorhanden die Hausnummer des Kulturdenkmals. Die Grundsortierung der Liste erfolgt nach dieser Adresse. Der Link „Karte“ führt zu verschiedenen Kartendarstellungen und nennt die geographischen Koordinaten.
Link zu einem Kartenansichtstool, um Koordinaten zu setzen. In der Kartenansicht sind Baudenkmale ohne Koordinaten mit einem roten bzw. orangen Marker dargestellt und können in der Karte gesetzt werden. Baudenkmale ohne Bild sind mit einem blauen bzw. roten Marker gekennzeichnet, Baudenkmale mit Bild mit einem grünen bzw. orangen Marker.
- Offizielle Bezeichnung: Nennt den Namen, die Bezeichnung oder zumindest die Art des Kulturdenkmals und verlinkt, soweit vorhanden, auf den Artikel zum Objekt.
- Beschreibung: Nennt bauliche und geschichtliche Einzelheiten des Kulturdenkmals, vorzugsweise die Denkmaleigenschaften.
- Erfassungsnummer: Für jedes Kulturdenkmal wird in Sachsen-Anhalt eine 20stellige Erfassungsnummer vergeben. Die letzten zwölf Ziffern werden für die Untergliederung nach Teilobjekten genutzt und werden nur angegeben, soweit vergeben. In dieser Spalte kann sich folgendes Icon  befinden, dies führt zu Angaben zu diesem Baudenkmal bei Wikidata.
- Ausweisungsart: Die Einordnung des Denkmales nach § 2 Abs. 2 DenkmSchG LSA
- Bild: Ein Bild des Denkmales, und gegebenenfalls einen Link zu weiteren Fotos des Kulturdenkmals im Medienarchiv Wikimedia Commons. Wenn man auf das Kamerasymbol klickt, können Fotos zu Kulturdenkmalen aus dieser Liste hochgeladen werden: